# 艾莉·史密斯
艾莉·史密斯（Ali Smith，1962年8月24日—），蘇格蘭作家。

## 生平
艾莉·史密斯雙親是工人階級，定居於劍橋 。
2007年，艾莉·史密斯成為蘇格蘭皇家文學學會成員。

## 著作
- 《Like》 (1997)[2]
- 《饭店世界》（ Hotel World）（2001）
- 《迷》（The Accidental） (2005)
- 《Girl Meets Boy》 (2007)
- 《How to be both》
- 《纵横交错的世界》（There But For The）(2011)